# Katarina av Florens

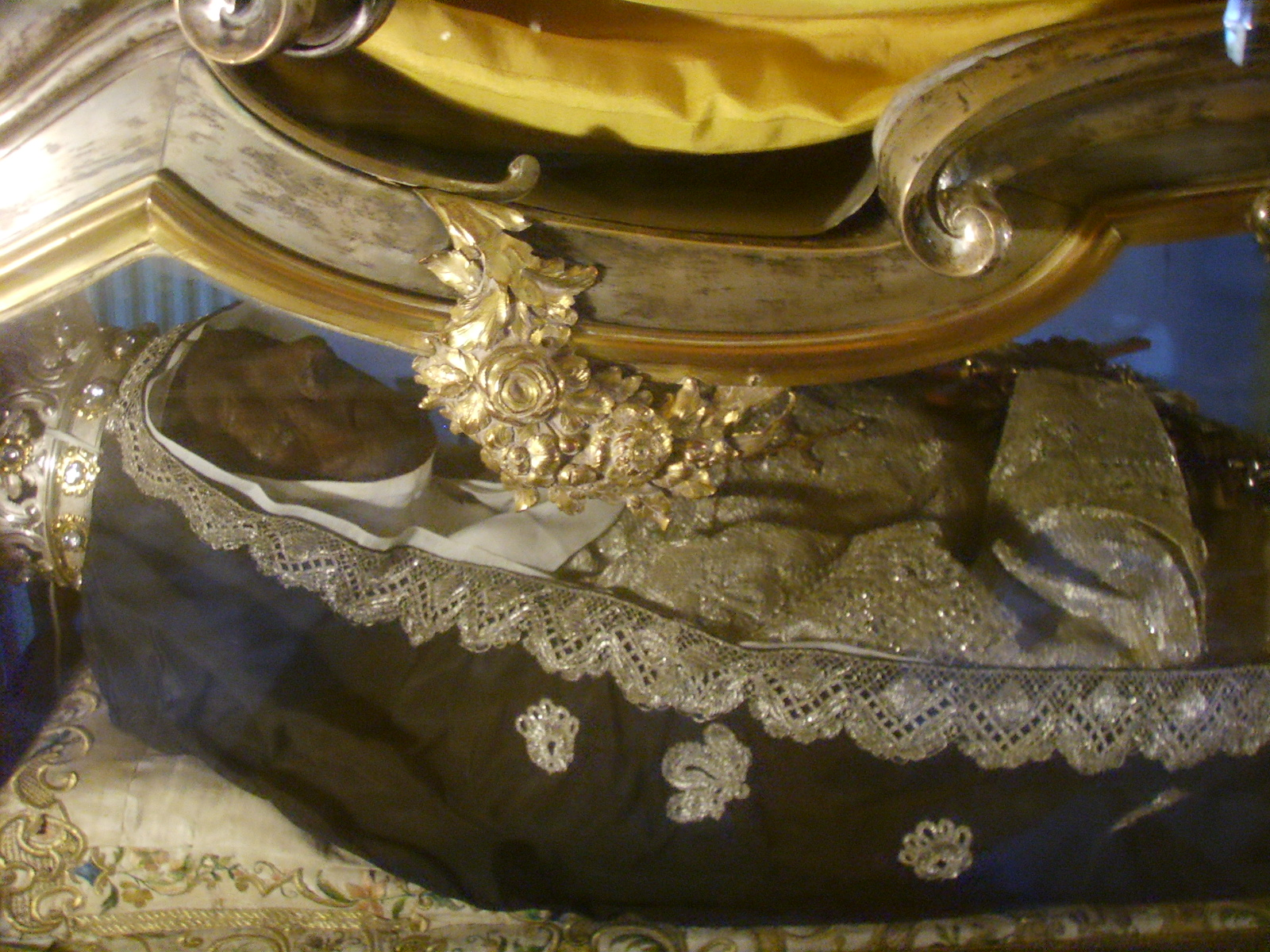
Katarinas reliker i Prato.

Katarina av Florens (italienska: Caterina de' Ricci), född 1522, död 1589, var ett italienskt helgon. Hon tillhörde släkten Ricci, och inträdde i dominikanorden, där hon utmärkte sig med sina glödande andaktsövningar. Hon blev 1732 beatificerad och 1746 förklarad för helgon.